# Bataille de Spencer's Ordinary
Guerre d'indépendance des États-Unis
Batailles
La bataille de Spencer's Ordinary est une escarmouche sans vainqueur clair qui a lieu le 26 juin 1781, pendant la campagne de Yorktown à la fin de la guerre d'indépendance des États-Unis. Les forces britanniques sont sous le lieutenant-colonel John Graves Simcoe et les forces américaines sous celui du colonel Richard Butler. Des détachements légers des armées du général Charles Cornwallis et du marquis de Lafayette respectivement, s'affrontent près d'une taverne à un carrefour routier non loin de Williamsburg, Virginie.
Lafayette observe Cornwallis alors qu'il déplace son armée vers Williamsburg depuis le centre de la Virginie. Conscient que Simcoe est séparé de Cornwallis, Lafayette envoi Butler dans le but de l'isoler plus encore. Les deux camps, craignant que l'autre ne soit renforcé par son armée principale, interrompt la bataille, sans vainqueur clair.